# Élections européennes de 2024 à Chypre
Les élections européennes de 2024 à Chypre sont les élections des députés de la neuvième législature du Parlement européen, qui se déroulent du 6 au 9 juin 2024 dans tous les États membres de l'Union européenne, dont Chypre où elles ont lieu le 9 juin 2024 pour pourvoir les 6 sièges alloués au pays.

## Mode de scrutin
Les six eurodéputés chypriotes sont élus au scrutin proportionnel plurinominal par vote préférentiel. Chaque partie se voit ensuite attribuer un nombre de sièges calculé selon la méthode du plus fort reste, les sièges étant ensuite attribués aux candidats de ce parti ayant obtenu le plus de voix.

## Campagne

### Partis et candidats
| Parti politique | Parti politique                             | Positionnement et idéologie                                                      | Score en 2019 | Tête de liste        | Députés sortants | Députés sortants |
| Parti politique | Parti politique                             | Positionnement et idéologie                                                      | Score en 2019 | Tête de liste        | Nombre           | Groupe politique |
| --------------- | ------------------------------------------- | -------------------------------------------------------------------------------- | ------------- | -------------------- | ---------------- | ---------------- |
|                 | Rassemblement démocrate DISY                | Centre droit Conservatisme social, démocratie chrétienne                         | 29,02 %       | Avérof Neofýtou      | 2 / 6            | PPE              |
|                 | Parti progressiste des travailleurs AKEL    | Gauche à gauche radicale Communisme, marxisme-léninisme, réunification de Chypre | 27,49 %       | Ándros Kyprianoú     | 2 / 6            | GUE/NGL          |
|                 | Parti démocrate (DIKO) Mouvement solidarité | Centre Conservatisme social, nationalisme                                        | 13,80 %       | Nikolas Papadopoulos | 1 / 6            | S&D              |
|                 | Mouvement pour la démocratie sociale EDEK   | Centre gauche Social-démocratie, nationalisme de gauche, sécularisme             | 10,58 %       | Marinos Sizopoulos   | 1 / 6            | S&D              |
|                 | Front populaire national ELAM               | Extrême droite Ultranationalisme, nationalisme grec, euroscepticisme             | 8,25 %        |                      | 0 / 6            |                  |

## Résultats
| Parti ou coalition       | Parti ou coalition                                        | Voix    | %     | +/-  | Sièges | +/-           | Groupe  |
| ------------------------ | --------------------------------------------------------- | ------- | ----- | ---- | ------ | ------------- | ------- |
|                          | Rassemblement démocrate (DISY)                            | 91 316  | 24,78 | 4,24 | 2      | en stagnation | PPE     |
|                          | Parti progressiste des travailleurs (AKEL)                | 79 163  | 21,49 | 6    | 1      | 1             | GUE/NGL |
|                          | Indépendant - Fidías Panayiótou                           | 71 330  | 19,36 | Nv.  | 1      | Nv.           | NI      |
|                          | Front populaire national (ELAM)                           | 41 215  | 11,19 | 2,94 | 1      | 1             | CRE     |
|                          | Parti démocrate (DIKO)                                    | 35 815  | 9,72  | 4,08 | 1      | en stagnation | S&D     |
|                          | Mouvement pour la démocratie sociale (EDEK)               | 18 681  | 5,07  | 5,51 | 0      | 1             |         |
|                          | Volt Chypre                                               | 10 777  | 2,92  | Nv.  | 0      | Nv.           |         |
|                          | Front démocratique (DIPA)                                 | 7 988   | 2,17  | 1,63 | 0      | en stagnation |         |
|                          | Mouvement écologiste – Coopération citoyenne              | 4 742   | 1,29  | Nv.  | 0      | Nv.           |         |
|                          | Citoyens actifs – Mouvement des Chasseurs Chypriotes Unis | 4 603   | 1,25  | Nv.  | 0      | Nv.           |         |
|                          | Parti animaliste de Chypre (APC)                          | 1 013   | 0,27  | 0,52 | 0      | en stagnation |         |
|                          | Mouvement d’action nationale                              | 979     | 0,27  | Nv.  | 0      | Nv.           |         |
|                          | Indépendant - Andronikos Zervides                         | 444     | 0,12  | Nv.  | 0      | Nv.           |         |
|                          | Mouvement de la victoire                                  | 389     | 0,11  | Nv.  | 0      | Nv.           |         |
|                          |                                                           |         |       |      |        |               |         |
| Votes valides            | Votes valides                                             | 368 455 | 91,59 |      |        |               |         |
| Votes nuls               | Votes nuls                                                | 8 450   | 2,10  |      |        |               |         |
| Votes blancs             | Votes blancs                                              | 25 371  | 6,31  |      |        |               |         |
| Total                    | Total                                                     | 402 276 | 100   | -    | 6      | en stagnation | -       |
| Abstentions              | Abstentions                                               | 281 156 | 41,14 |      |        |               |         |
| Inscrits / Participation | Inscrits / Participation                                  | 683 432 | 58,86 |      |        |               |         |